# 아울리카라-후나 전쟁
아울리카라-후나 전쟁 또는 리슈탈 전투는 토라마나가 이끄는 알혼족과 프라카샤다르만이 이끄는 아울리카라 왕조 간의 군사 분쟁이었다.

## 배경
토라마나는 에란 멧돼지 비문에서 "대왕 중의 대왕"(마하라자디라자)이라는 칭호를 채택했다. 그는 에란까지 인도에서 광범위한 정복을 수행했다.

## 전투
리슈탈 비문에 따르면, 다사푸라의 프라카샤다르만은 후나족 왕 토라마나에 대한 승리를 주장하며, 그의 총독 나이가마 바가바도사가 승리의 표시로 프라카세스와라 사원을 건립했다. 프라카샤다르만은 소수의 병력을 이끌고 공격을 감행했으며, 리슈탈에서 후나족을 매복 공격했다. 수많은 전투 코끼리가 아울리카라 왕조의 공격으로 쓰러졌다. 이 공격은 후나족 군대의 전열에 혼란을 야기했고, 이를 틈타 아울리카라 왕조는 후나족에게 돌격했고 토라마나는 후퇴를 명령했다. 후나족 군대는 아이르키나로 패주했고, 프라카샤다르만은 아이르키나에서 공세를 펼쳐 후나족 군대와 보병이 전술적 위치에서 후퇴하도록 만들었다. 아울리카라 왕조는 수많은 후나족 병사들과 민간인들을 포로로 잡았다. 이 분쟁으로 제1차 후나 전쟁은 끝이 났다.

## 여파
이 분쟁은 토라마나의 패배로 제1차 후나 전쟁을 끝냈으며, 그는 나라심하굽타와의 충돌로 서쪽으로 후퇴하던 중 바라나시에서 사망했다. 후나족은 펀자브로 후퇴했다.